# Mariozinho Rocha
Mario Gomes da Rocha Filho (Rio de Janeiro, 10 de Junho de 1949) é um produtor musical e compositor brasileiro.
Nos anos 1960, apresentava-se  como pianista em encontros musicais realizados aos sábados à noite no Clube Campestre, no Rio de Janeiro. Nesse ambiente, tocava ao lado de Guto Graça Mello (guitarra), Luizão Maia (baixo), Pedrinho (bateria) e Gracinha Leporace (voz).
Tempos depois, fez parte do Grupo Manifesto, onde também era compositor e arranjador vocal, somando-se a Guttemberg Guarabyra, Guto Graça Mello, Fernando Leporace e Gracinha Leporace.
Em seguida foi diretor artístico da gravadora Musidisc e depois produtor musical das multinacionais EMI-Odeon e Polygram.
Produziu trabalhos de diversos artistas, entre eles, Milton Nascimento, Som Imaginário, Lô Borges, Beto Guedes, Ivan Lins, Paulinho da Viola, Simone, Nana Caymmi, Gonzaguinha, Blitz, Gal Costa e o grupo Roupa Nova. Na década de 1970, atuou na área publicitária, produzindo jingles para a produtora Zurana.
Mariozinho também se destacou na composição, tendo feito parcerias com Renato Correa, Guto Graça Mello, Tavynho Bonfá, Luiz Cláudio Ramos, Marcos Valle, Paulo Sérgio Valle, entre outros.
Suas músicas foram gravadas por Grupo Manifesto, Roupa Nova, Elis Regina, Marcos Valle, Pery Ribeiro, Cláudia Telles, Nara Leão, Tavito, A Brazuca, The Fevers, Dóris Monteiro, 14 Bis, entre muitos outros intérpretes.
De 1989 a 2016, trabalhou como diretor musical da Rede Globo, sendo substituído por Marcel Klemm.

## Discografia
- Manifesto Musical (1967 - Elenco)
- Grupo Manifesto n.2 (1968 - Elenco)